# Marty Sampson
Marty Sampson (* 31. Mai 1979 in Sydney) ist ein australischer christlicher Musiker der Hillsong Church.

## Leben
Marty Sampson spielt Gitarre und Klavier. Zusammen mit Joel Houston leitete er seit Ende der 1990er Jahre Hillsong United, die Jugendband von Hillsong, mit der sie zahlreiche CDs veröffentlichten. Im November 2006 übergab er seine Aufgaben bei United an Brooke Fraser. Zusammen mit Darlene Zschech und Reuben Morgan übernahm er die musikalische Leitung der Kirche. Im selben Jahr veröffentlichte Marty Sampson mit Let Love Rule sein erstes Soloalbum.
Am 10. August 2019 teilte er auf Instagram mit, seinen Glauben verloren zu haben.
Mit seiner Frau Michelle hat er einen Sohn.

## Alben
- 2006: Let Love Rule

## Lieder
Lieder, die Marty Sampson selbst oder mit anderen Musiker geschrieben hat:
- By Your Side (1999)
  - "By Your Side"
- Everyday (1999)
  - "Jesus I Long"
  - "Seeking You"
  - "Prayer to the King"
  - "God Is Moving"
- For This Cause (2000)
  - "Carry Me"
- Best Friend (2000)
  - "Best Friend" mit Joel Houston
  - "Forever"
  - "Reason I Live"
- You Are My World (2001)
  - "God Is Great"
  - "You Are My World"
  - "Forever"
  - "My Best Friend" mit Joel Houston
- King of Majesty (2001)
  - "King of Majesty"
  - "Everything to Me"
  - "God Is Great"
- Blessed (2002)
  - "Now That You're Near"
  - "Son of God" mit Lyncoln Brewster
  - "King of Majesty"
- To the Ends of the Earth (2002)
  - "Free"
  - "To the Ends of the Earth" mit Joel Houston
  - "My God"
  - "Now That You're Near"
- Hope (2003)
  - "Song of Freedom"
  - "Better Than Life"
  - "To The Ends of the Earth" mit Joel Houston
  - "Can't Stop Praising" mit Tulele Faletolu
  - "Free"
  - "Angels"
- More Than Life (2003)
  - "Light"
  - "Take All of Me"
  - "Shine for You"
  - "Soldier" mit Tulele Faletolu
  - "All Day"
- For All You've Done (2004)
  - "Hallelujah" mit Jonas Myrin
  - "Home"
  - "Take All of Me"
- Look to You (2004)
  - "Tell the World" mit Jonathon Douglass und Joel Houston
  - "Look to You"
  - "All I Need Is You"
  - "Shout Unto God" mit Joel Houston
  - "There Is Nothing Like" mit Jonas Myrin
  - "What the World Will Never Take" mit Matt Crocker und Scott Ligertwood
  - "Deeper"
- God He Reigns (2005)
  - "God He Reigns"
  - "All I Need Is You"
  - "There Is Nothing Like" mit Jonas Myrin
  - "What The World Will Never Take" mit Matt Crocker und Scott Ligertwood
  - "Tell The World" mit Joel Houston und Jonathon Douglass
- United We Stand (2005)
  - "Take it All" mit Matt Crocker und Scott Ligertwood
  - "From God Above"
  - "Came to My Rescue" mit Joel Davies und Dylan Thomas
  - "Revolution" mit Scott Ligertwood, Joel Houston, Brooke Fraser und Michael Guy Chislett
  - "Hallelujah" mit Matt Tenikoff und Rolf Wam Fjell
- Mighty To Save (2006)
  - "Take It All" mit Matt Crocker und Scott Ligertwood
  - "I Believe"
  - "The Freedom We Know" mit Joel Houston und Matt Tenikoff
  - "For Who You Are"
  - "Open My Eyes" mit Mia Fieldes
- All of the Above (2006)
  - "Devotion"
  - "Saviour King" mit Mia Fieldes
- Saviour King (2007)
  - "In Your Freedom" mit Raymond Badham
  - "One Thing" mit Darlene Zschech
  - "Saviour King" mit Mia Fieldes
- Faith + Hope + Love (2009)
  - "The Wonder of Your Love" mit Jack Mooring und Leeland Mooring
  - "His Glory Appears" mit Darlene Zschech
- The I Heart Revolution (2008)
  - "Look to You"
  - "Forever"
  - "There Is Nothing Like" mit Jonas Myrin
  - "Tell the World" with Jonathon Douglass und Joel Houston
  - "All I Need Is You"
  - "Shout Unto God" mit Joel Houston
  - "Came to My Rescue" mit Joel Davies und Dylan Thomas
- Aftermath (2011)
  - "Light Will Shine" mit Matt Crocker
  - "Aftermath"